# Duklja (ciudad)
Duklja, (también Dioclea o Diocleia) fue una ciudad de Doclea, en la actual Montenegro, que se encontraba situada a tres kilómetros de la actual capital montenegrina, Podgorica.

## Historia

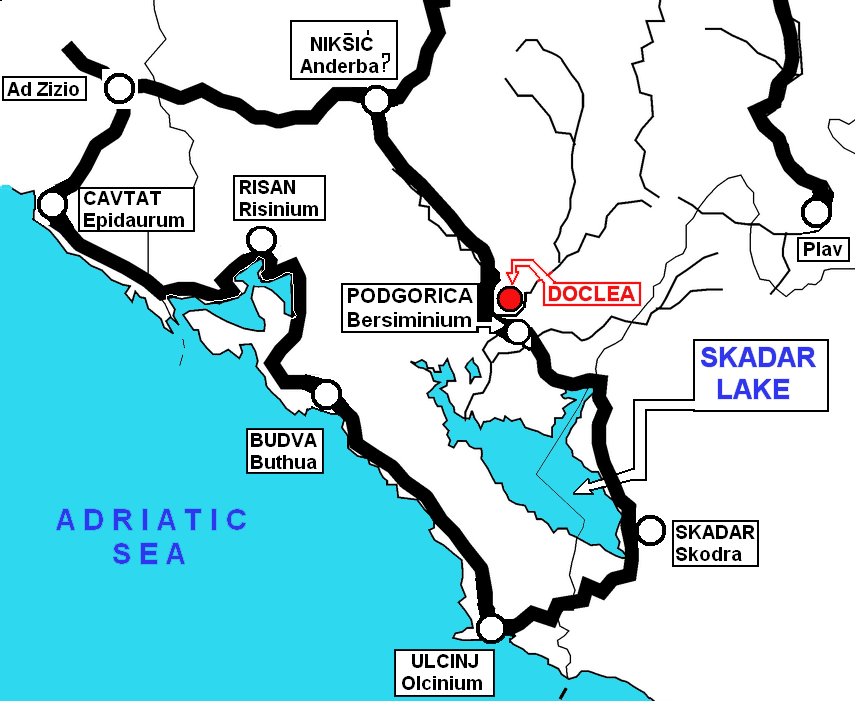
Illyria y la ciudad romana de Dioclea.

Duklja era el asentamiento más grande de una de las tribus ilirias denominada Docleatae. Fundada en el primer decenio del siglo I en un territorio que había sido ocupado en torno al año 35 a. C. por Augusto, la ciudad se adaptó al agreste terreno en su ubicación. Entonces contaba con una población en torno a los 10000 habitantes, una densidad relativamente alta en relación con los 10 km de radio que tenía en ese momento. Su desarrollo contó con una óptima ubicación geográfica, un clima favorable, una posición defensiva muy importante y unas condiciones económicas positivas.

## Bajo el Imperio Romano
Tras la división administrativa del Imperio romano en 297, Diocleia se convirtió en capital de la recién creada provincia de Praevalitana. En los siglos IV y V padeció las invasiones bárbaras de los ostrogodos y en 518 un terremoto la destruyó. Reedificada posteriormente por los eslavos emigrados posteriormente, poco a poco perdió su antiguo carácter. En el siglo X las numerosas invasiones desembocaron en su ruina. En 1077 el papa Gregorio VII reconoció la independencia del principado de Duklja, manteniéndose tributarios del Imperio bizantino.
En el siglo XII el territorio montenegrino fue anexionado por el rey serbio Stefan Nemanja, convirtiendo a los habitantes católicos a la Iglesia Ortodoxa. Duklja recuperó su autonomía tras la caída del reino serbio a mediados del siglo XIV, dentro del Principado de Zeta, gobernado por la dinastía montenegrina de los Balsic desde 1356.
En el siglo XV, los turcos derrotaron y subyugaron la zona que no recuperó su independencia hasta la derrota del Imperio otomano en 1918 en la I Guerra Mundial. En ese año, el rey serbio Petar Karadjordjevic ocupó Montenegro que llegó a formar parte de Yugoslavia en 1920.

## Personajes famosos
- Diocleciano.
- Stefan Nemanja.